# 玛丽-阿梅莉·勒菲尔
玛丽-阿梅莉·勒菲尔（法語：Marie-Amélie Le Fur，1988年9月26日—），法国女子田径运动员。她曾代表法国参加2008年、2012年、2016年和2020年夏季残疾人奥林匹克运动会田径比赛，获得三枚金牌、四枚银牌和二枚铜牌。